# إلنور جاما
إلنور ماريتا جاما (بالإنجليزية: Ellinor Marita Jåma)‏ من مواليد 8 أغسطس 1979، هي سياسية سامية نرويجية، تمثل Åarjel-Saemiej Gielh (أصوات سامي الجنوبية) في برلمان سامي النرويجي. تم انتخابها لدورتين متتاليتين: 2009-13 و2013-17. لدى جاما خلفية في التدريس، وتدرجت في علم النفس حتى تخرجت وهي تحمل درجة الماجستير من الجامعة النرويجية للعلوم والتكنولوجيا، تروندهايم.